# Моссморан – Гренджмут (етанопровід)
Моссморан – Гренджмут (етанопровід) – трубопровід в Шотландії для транспортування етану між двома центрами нафтохімічної промисловості.
З середини 1980-х років у Моссморані (Файфі) діє завод з фракціонування зріджених вуглеводневих газів, доправлених сюди по трубопроводу Сент-Фергюс – Моссморан. Виділений етан в основному спрямовувався на піролізну установку в Моссморані, проте певна частина цього газу могла подаватись на протилежний бік затоки Ферт-оф-Форт до розташованого за два з половиною десятки кілометрів Гренджмута, де в 1993-му запустили установку парового крекінгу, котра споживала зріджені гази. Для цього проклали трубопровід діаметром 250 мм, розрахований на робочий тиск 2,8 МПа.
В середині 2010-х компанія INEOS організувала для установки у Гренджмуті поставки етану з США, де завдяки «сланцевій революції» з’явився великий ресурс цього газу. Водночас 2017-го створили можливість подачі етану до Моссморана по реверсованому трубопроводу.